# Sant Genís de Palafolls
Sant Genís de Palafolls (antigament conegut com a Sant Genís de Vilelles) és un poble del municipi de Palafolls, a la comarca del Maresme. Té una població de 205 habitants. L'església parroquial fortificada està declarada bé cultural d'interès nacional.

## Església
L'església parroquial rep el mateix nom que el poble. S'hi arriba per una carretera (1 km.) que surt de la fita 683.6 de la carretera N-II. L'església de Sant Genís de Palafolls és d'una sola nau (coberta amb volta de canó) a la qual hi fou afegida una altra al costat nord i una capella al sud. A l'exterior del costat sud hi veiem arcuacions llombardes. La torre circular de defensa de la façana és gòtica i, l'absis pla -convertit en sagristia- té una finestreta. La porta principal del cantó oest és del segle xvi.

## Història
A aquesta església s'hi venerava la Mare de Déu de les Dones, talla romànica procedent del castell de Palafolls i desapareguda l'any 1957. La parròquia és esmentada al precepte de Lluís, Rei de França, a favor del monestir de Sant Pere de Rodes, l'any 947 com: 
| « | Sancti Genesi, in comitatu gerundense in coca qui dicitur Pineta cum acodio de Palatiolo | » |

.
L'església romànica és del segle xi i fou consagrada el 1079 per Berenguer Guifré bisbe de Girona,  L'any 1502 es varen iniciar les obres de reforma.